# Pastos
Pastos (it., fr. pâteux, 'dejagtig') bruges i kunsten for at betegne konsistensen af maling og måden den lægges på lærred eller andet underlag.
Fra tuben er de fleste kunstnerfarver pastose, med konsistens omtrent som tandpasta. Lægges farven på ublandet, får værket en impasto-struktureret overflade efter størkning.
Pastos påføring bliver ofte udført alla prima (ɔ: 'i første omgang', uden undermaling), men kan kombineres med andre måder at male på.